# Anton Brezovnik
Anton Brezovnik, slovenski učitelj, mladinski pisatelj in politik, * 30. maj 1853, Stari trg, Slovenj Gradec, † 20. november 1923, Vojnik.

## Življenje in delo
Po končanem učiteljišču je bil učitelj v Puščavi na Pohorju, Framu ter od 1876 do upokojitve 1896 v Vojniku. V slovenskih listih je objavljal pravljice, pripovedke, poučne spise in kratke zgodbe. Zbral in objavil je tudi več knjig ter prevedel kratke  povesti nemškega književnika Franza Wiedemanna.
Leta 1897 je v Gradcu ustanovil Zvezo slovenskih učiteljskih društev, kasneje je postal predsednik Učiteljskega društva za celjski okraj; 1897 je bil ustanovitelj in predsednik posojilnice v Vojniku, ter odbornik Zvezne tiskarne v Celju.

## Izbrana bibliografija
- Šaljivi Slovenec : zbirka najboljših kratkočasnic iz vseh stanov (COBISS)
- Zabavnik : zbirka družbinskih iger za v sobi in pod milim nebom (COBISS)
- Zeleni listi : kratke pripovesti za otroke, stare 6 do 10 let  (prevod) (COBISS)
- Zakaj? - Zato! Zbirka pravljic, pripovedk in legend za šolo in dom (Ljubljana, 1894)
- Zvončeki. Zbirka pesnij za slovensko mladino (Ljubljana, 1887)